# Enregistrement multipiste

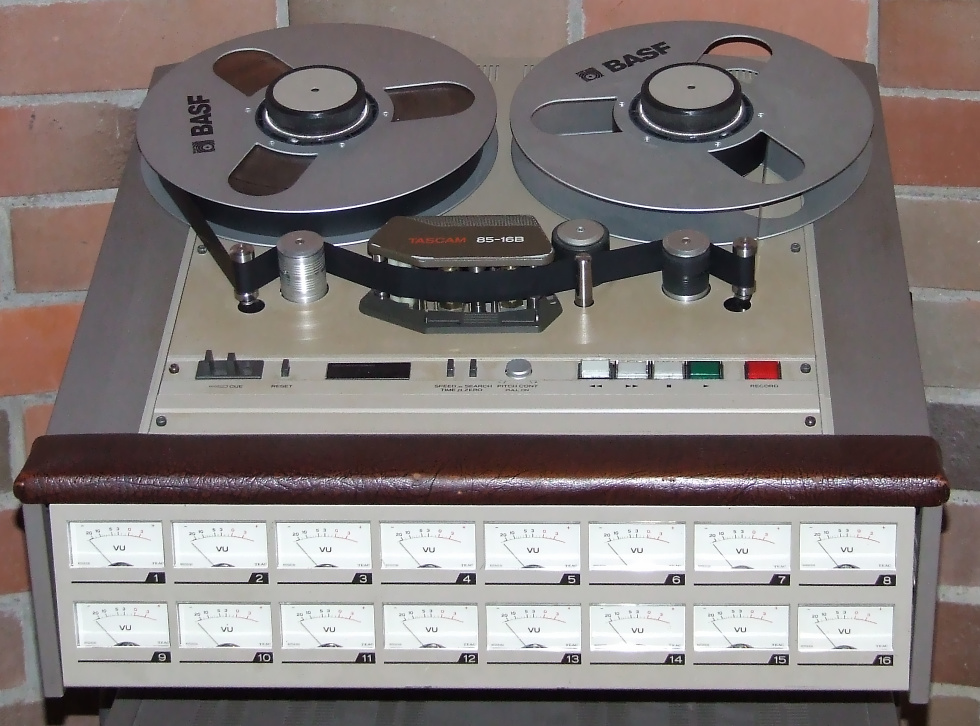
Le TASCAM 85 16, produit de 1979 à 1984, pouvait enregistrer 16 pistes d'audio analogique sur une bande d'un pouce (2.54 cm).

 (novembre 2020).
Si vous disposez d'ouvrages ou d'articles de référence ou si vous connaissez des sites web de qualité traitant du thème abordé ici, merci de compléter l'article en donnant les références utiles à sa vérifiabilité et en les liant à la section « Notes et références ».
 (novembre 2020).
L'enregistrement multipiste est une méthode d'enregistrement sonore qui permet l'enregistrement et le réenregistrement de plusieurs sources sonores, simultanément ou successivement.
Ce procédé permet d'enregistrer séparément plusieurs musiciens (ou groupes de musiciens) et de corriger ou d'améliorer, grâce à de nouvelles prises, l'interprétation des uns ou des autres, sans avoir à reprendre l'ensemble.
En audiovisuel, les pistes servent au dialogue, aux bruits d'ambiance, à la musique.

## Historique

### Débuts: enregistrements analogiques sur bande
L'enregistrement multipiste était possible en son sur les pistes optiques du cinéma sonore. Les studios Disney l'ont fait pour Fantasia en 1940. La bande magnétique facilite grandement le processus : il est possible d'enregistrer différentes pistes sur les différentes parties de la même bande, puis de les lire simultanément. Le premier musicien à avoir utilisé l'enregistrement magnétique multipiste est le guitariste Les Paul. Ampex fabriqua les premiers magnétophones multipistes (bi pistes) commercialisés en 1954.
Tom Dowd, ingénieur en chef d'Atlantic Records, expérimente dans les années 1950 et 1960 l'enregistrement sur plusieurs pistes. Cela lui permet de séparer la section rythmique (basse, batterie...) en plusieurs pistes, et ainsi de mettre en avant les fréquences graves et aiguës des différents instruments de manière distincte.
Des groupes comme les Beach Boys et les Beatles exploitent largement les possibilités de l'enregistrement multipiste. Au début de leur carrière, les Beatles enregistrent en mono sur un magnétophone à deux pistes. En octobre 1963, pour l'enregistrement de leur single I Want to Hold Your Hand, ils passent au 4 pistes, puis innovent avec l'utilisation du 8 pistes en 1968.

Ils entraînent dans leur sillage toute la production de musique commerciale. L'enregistrement multipiste se développe rapidement à la fin des années 1960 (8 pistes) et au début des années 1970 : 16, 24 puis 32 pistes grâce à la réduction de bruit audio Dolby qui, à partir de 1965, combat la dégradation du rapport signal sur bruit inhérente à des pistes toujours plus étroites.

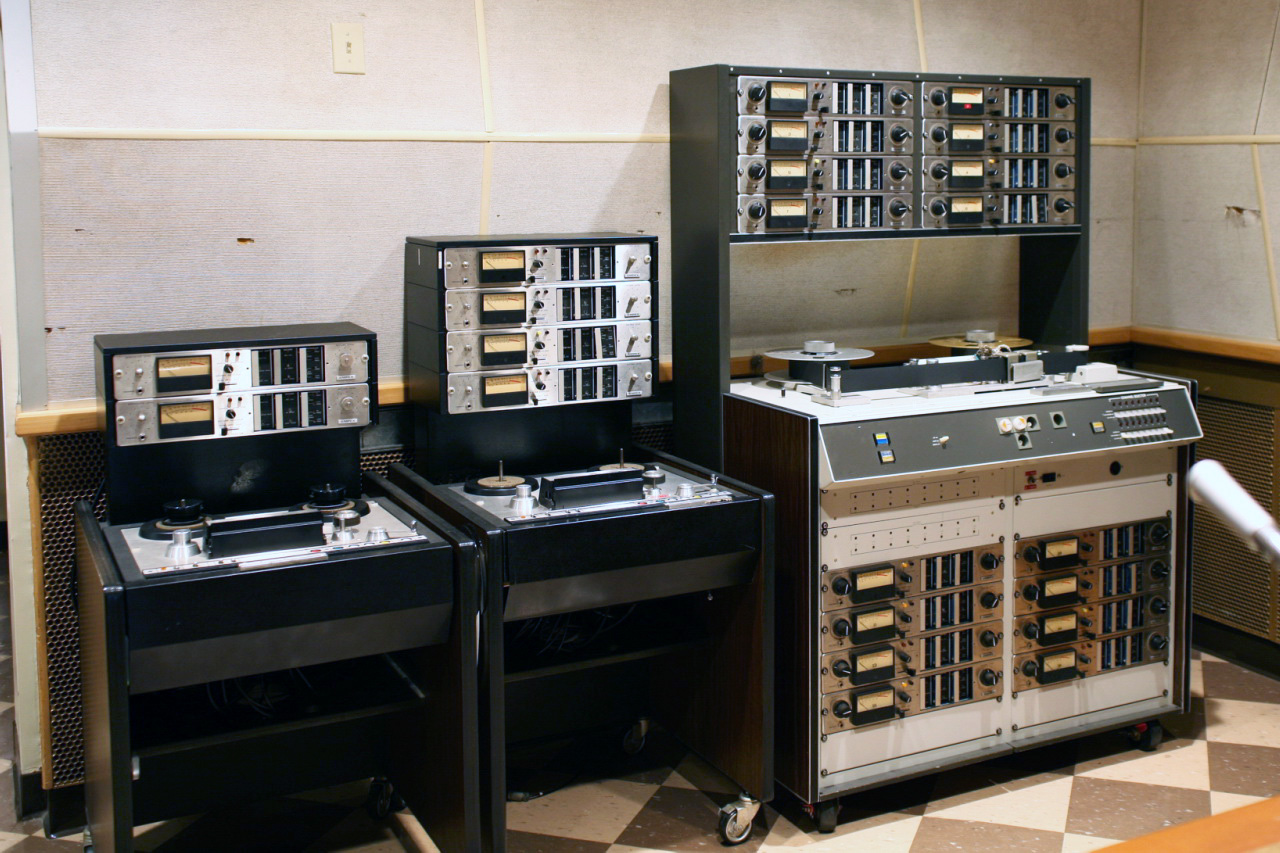
Magnétophones AMPEX 440 (deux et quatre pistes) et MM1000, seize pistes.

Dans les années 1970, les magnétophones analogiques offrent des capacités allant jusqu'à 24 ou même 32 pistes avec des bandes magnétiques qui pouvaient atteindre 2 pouces de largeur.
En cinéma, le son enregistré sur des bandes perforées comme celle de l'image permettait de synchroniser un bon nombre de bobines, enregistrées séparément. La synchronisation électronique par timecode a plus tard permis de combiner, après quelques secondes au démarrage, les pistes des plusieurs machines, ce qui multiplie le nombre de pistes disponibles (par exemple : 2 * 48 = 96 pistes).

### Numérique sur bande
Les enregistreurs numériques linéaires, comme le Sony 3324, permettent d'enregistrer 24, puis 32 puis 48 pistes. Ils peuvent proposer des pistes longitudinales, comme les magnétophones analogiques ; mais c'est l'utilisation de magnétoscopes à têtes rotatives pour enregistrer du son qui a promu l'enregistrement numérique. Ces machines sont dotés d'une piste de code temporel qui permet la synchronisation de plusieurs machines.

### Numérique non linéaire

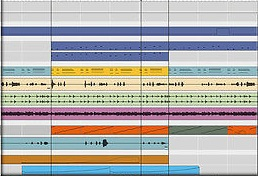
Enregistrement multipiste sur ordinateur, avec une station audionumérique.

La station audionumérique (informatique) permet d'enregistrer du son et d'accéder instantanément à n'importe quelle partie de l'enregistrement sans bobiner des longueurs de bande. Elle devient la norme dans les studios d'enregistrement à la fin du XXe siècle.
Dans les systèmes informatiques devenus beaucoup plus rapides que les enregistreurs, les échantillons sont enregistrés sans lien nécessaire avec leur position dans le flux audio.
Depuis les années 2000, un artiste peut avec un ordinateur, une carte son et un seul logiciel, enregistrer, copier/coller, mixer. L'interface graphique des logiciels permet des modifications immédiates. La musique assistée par ordinateur s'est développée parallèlement au dessin assisté par ordinateur dès les années 1980. Les stations audionumérique gèrent son format, MIDI, simultanément avec les pistes audio. Dans les années 2010 et 2020, la pratique de l'enregistrement multipiste amateur s'est largement répandue, grâce à la démocratisation des cartes sons et stations audionumériques dans les home studio.

## Caractéristiques de l'enregistrement multipiste analogique
L'enregistrement multipistes analogique s'effectue sur un magnétophone dont la capacité se mesure au nombre de pistes disponibles simultanément.
Les premiers enregistreurs multipistes ne permettaient que l'enregistrement simultané de tous les instruments sur un nombre limité de pistes (deux, ou quatre). Le procédé permettait de reporter le mixage après l'enregistrement et de le refaire autant de fois que nécessaire et avec l'avis des musiciens. On peut aussi régler le mélange groupe d'instruments par groupe d'instrument, avant de mélanger l'ensemble, et produire des versions différentes en 2 pistes (stéréo), en mono pour la radio-télévision, pour la diffusion en 45 tours, etc. Cependant, si une des pistes ne donnait pas satisfaction, il fallait soit l'ignorer, soit refaire l'ensemble. On a vite senti l'utilité de pouvoir refaire une piste, ou d'ajouter des pistes à un enregistrement existant, sans avoir à jouer l'ensemble et le recopier sur une autre machine en ajoutant les pistes nouvelles. Cette copie dégrade un peu la qualité de l'enregistrement, et pour un résultat optimal, obligerait à enregistrer le moins important d'abord.
Un magnétophone possède normalement des têtes d'enregistrement et des têtes de lectures, les unes et les autres optimisées pour leur fonction. Ces têtes ne peuvent être installées au même point de la bande. Il y a donc un décalage d'une fraction de seconde entre l'enregistrement et la lecture ; par exemple, à 38 cm/s, 3 cm d'écart correspondent à 80 ms. Il est donc impossible d'utiliser les têtes de lecture pour ajouter un enregistrement à l'ensemble. Les magnétophones multipistes ont vite proposé un mode « édition », avec lecture de qualité médiocre, mais sans décalage, sur les têtes d'enregistrement. De cette façon, un musicien peut écouter les parties enregistrées auparavant, et ajouter la sienne sur une autre piste de la même bande. Ensuite, les pistes pourront être reproduites simultanément, exactement comme si elles avaient été enregistrées au même moment. Cette méthode peut être reproduite autant de fois qu'il y a de pistes de disponibles.
Les enregistreurs multipistes ont la plupart du temps une fonction « remplacement » (« punch in /punch out »). La lecture s'effectue sur les pistes d'enregistrement. La piste où il faut remplacer une portion d'enregistrement reste en lecture jusqu'au moment du début du remplacement, et après la fin ; elle bascule en enregistrement en une fraction de seconde au moment opportun. On peut ainsi effectuer des « rustines » et corrections.
Si le nombre maximal de pistes est atteint, on se trouve dans la nécessité d'effectuer un mixage partiel sur une autre machine multipiste, pour enregistrer sur les pistes rendues ainsi disponibles. En cinéma, tous les enregistrements sont effectués avec un signal pilote qui synchronise le son avec la caméra, puis reportés sur des machines à bandes perforée comme le film, qui tournent toutes exactement en synchronisme avec le projecteur. Il n'y a donc pas de nombre maximal de pistes. L'industrie de la production musicale a repris ce procédé, en consacrant une des pistes à un signal de code temporel qui permet de faire tourner plusieurs enregistreurs ensemble. Il n'y a plus, dès lors, de limite technique au nombre de pistes simultanées. Les points de début et de fin de remplacement peuvent être programmés à l'avance, évitant d'effacer accidentellement des parties à conserver.
Certaines productions commencent par enregistrer cette piste avec des clics de métronome en plus du code temporel, pour permettre autant de sessions que voulu, toutes avec la même référence de tempo.
L'enregistrement monophonique se faisait couramment sur bande d'un quart de pouce (6,35 mm). Avec 32 pistes sur deux pouces (50,8 mm), l'aire servant à l'enregistrement est environ quatre fois moindre. Cette diminution entraîne une réduction d'autant du rapport signal sur bruit, soit 12 dB. Cette dégradation est rendue moins sensible du fait qu'aucune piste ne sert isolément ; d'ailleurs, en enregistrant en parallèle sur deux pistes ou plus, on pourrait la réduire ou l'éviter. L'introduction des systèmes de réduction de bruit (Dolby) a aussi contribué à l'utilisation des enregistreurs multipistes dans la plupart des secteurs de l'enregistrement phonographique.
L'industrie phonographique réduisait généralement la musique en deux pistes stéréo. Il aura fallu attendre les recherches et innovations notamment de certains compositeurs de musique électroacoustique pour proposer en concert des œuvres en 8, 16, ou 24 pistes réelles non réduites stéréophoniquement et composées spécialement pour ce format. Patrick Ascione, compositeur français, réalise en 1987 la première œuvre composée sur 16 pistes réelles entièrement contrôlées en studio sur 16 haut-parleurs installés en cercle.
Depuis, la diffusion, d'abord au cinéma, puis musicale, se fait aussi en son multicanal. Le passage généralisé au son numérique n'a pas transformé fondamentalement le mode de production, mais les sons de chaque piste peuvent désormais être traités de façon beaucoup plus indépendante et décalés en temps les uns par rapport aux autres.